# 薄光魚
薄光鱼（学名：Araiophos eastropas）为輻鰭魚綱巨口魚目褶胸鱼科薄光魚屬的其中一種。該物種分布于中西及東南太平洋海域，屬深海魚類，棲息深度可達200公尺。